# Jimmy McLarnin
Jimmy McLarnin (* 19. Dezember 1907 in Hillsborough, Irland; † 28. Oktober 2004 in Pasco) war ein kanadischer Boxer irischer Herkunft.
McLarnin besiegte bereits am Beginn seiner Karriere im Federgewicht Pancho Villa. 1928 erlitt er gegen Ray Miller seine einzige vorzeitige Niederlage, konnte Miller im Rückkampf aber nach Punkten besiegen. 1929 und 1930 gewann er gegen Sammy Mandell nach Punkten. Billy Petrolle, der ihn 1930 besiegt hatte, schlug er 1931 zwei Mal. Die Leichtgewichtslegende Benny Leonard besiegte er 1932 vorzeitig.
1933 gewann McLarnin den Weltergewichtsweltmeistertitel mit einem Erstrunden-KO gegen Young Corbett III. Im Oktober 1933 nahm er die US-amerikanische Staatsbürgerschaft an. 1934 und 1935 bestritt er eine Serie von drei Kämpfen gegen Barney Ross. Er verlor das erste Aufeinandertreffen, gewann den zweiten Kampf, unterlag jedoch auch im dritten Kampf und verlor somit endgültig seinen Titel.
Anschließend verlor er gegen Tony Canzoneri, gewann allerdings den Rückkampf. Nach einem Punktsieg über den ehemaligen Weltmeister im Leichtgewicht Lou Ambers beendete er mit 29 Jahren seine Karriere.
McLarnin galt trotz seiner für heutige Verhältnisse niedrigen K.-o.-Quote als Boxer mit guter Schlagkraft. Das Ring Magazine zählt neben den erwähnten Gegnern auch Kid Kaplan (1927, KO8), Sid Terris (1928, KO1), Joe Glick (1929, W Punkte und KO2), Sammy Baker (1929, KO1), Ruby Goldstein (1929, KO2) und Al Singer (1930, KO3) zu den Weltklasseboxern, die gegen ihn k. o. gingen.
1991 fand McLarnin Aufnahme in die International Boxing Hall of Fame.